# Mariana Vélez Ladrón de Guevara
Mariana Vélez Ladrón de Guevara y Orbea (1576-Valladolid, 1627) fue una noble española, primera condesa de Triviana, mecenas de obras artísticas y constructora de palacios y edificaciones conventuales.

## Biografía
Fue hija del matrimonio formado en 1563 por Ana de Orbea, señora de la casa de Orbea y de su mayorazgo en Éibar, hija de Juan de Orbea, tesorero general de Felipe II; y por Pedro Vélez de Guevara, IV conde de Oñate, señor de la casa de Guevara, de Zalduendo y el valle de Léniz.

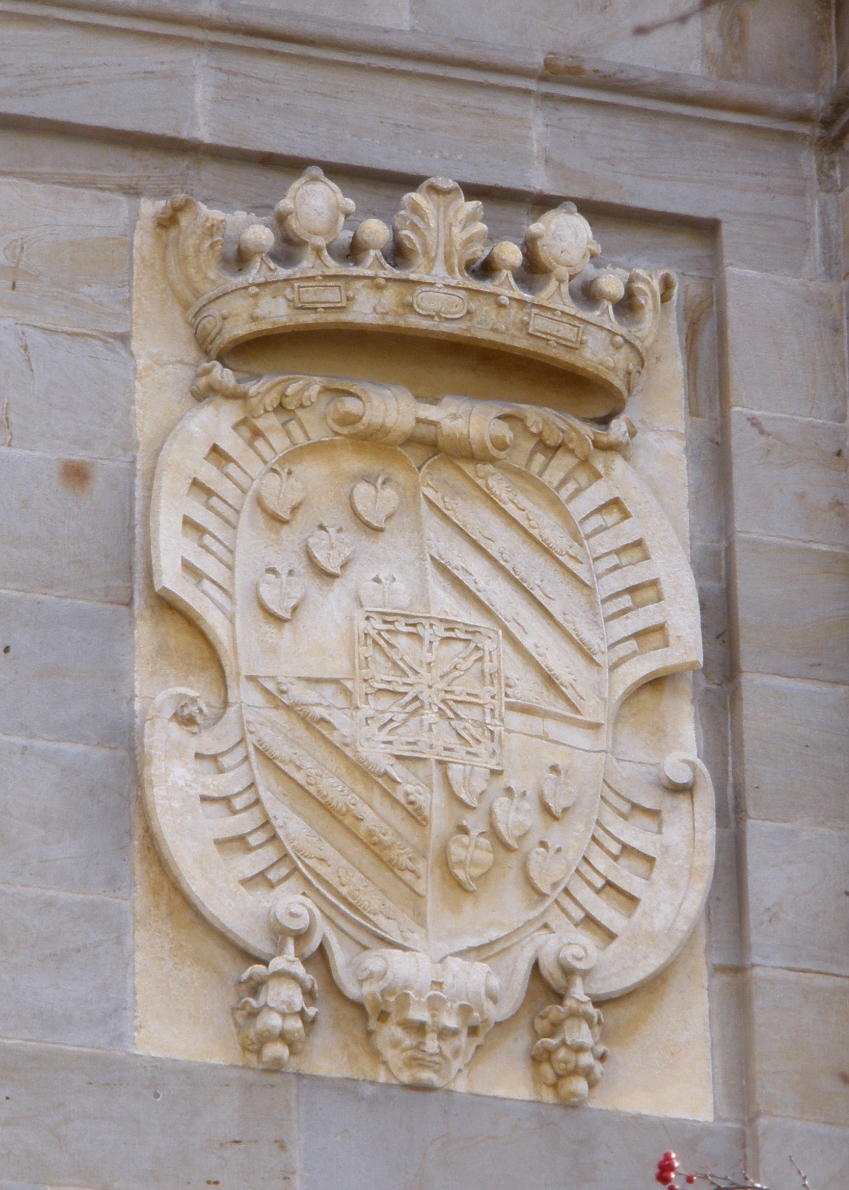
Escudo de los Guevara en la fachada del convento de San Antonio de Vitoria

Como segunda hija del conde de Oñate y Ana de Orbea e Irure, Mariana no disponía de título nobiliario, circunstancia que le haría buscarlo de varias maneras. Un primer paso fue contraer matrimonio en 1593 con Carlos de Álava Dujardin y de Borbón, hijo de Pedro de Álava y María Dujardin. Tuvieron una hija, Ana María de Álava y Guevara.
Aunque en un escalón más abajo respecto a la nobleza de nacimiento, Mariana y otras señoras como María de Lazcano y Sarría tuvieron una importante presencia en la corte española de Felipe III en la Valladolid del siglo XVII, ciudad a la que Mariana se trasladó desde Guipúzcoa tras su matrimonio.

Tras enviudar en 1604, se vio de nuevo apremiada a conseguir un puesto nobiliario, por lo que decidió comprar al rey Felipe III las villas de Triviana (actualmente Treviana) y Zarratón, de La Rioja. Esta compra fue refrendada por el monarca el 14 de junio de 1613, que le concedió el título de Condesa de Triviana con fecha 23 de junio de 1613 para ella y lo hizo extensivo a quienes la sucedieran, en atención a los servicios de su difunto marido.

Convento de San Antonio en Vitoria

## Obra
Su fuerte carácter y su desahogada situación económica (poseía un enorme patrimonio) permitieron que viviera sin sobresaltos y de forma independiente hasta su fallecimiento, más de veinte años después del de su marido. Probablemente, la actividad que le proporcionó más reconocimiento y aceptación social fue su promoción de las artes y muy especialmente, de la construcción.Desde Valladolid, en donde residía, la I condesa de Triviana orientó principalmente su mecenazgo artístico hacia la arquitectura y escultura clasicista, eligiendo y teniendo a sus órdenes para determinadas obras a algunas de las más importantes figuras artísticas de la época: al ingeniero Jerónimo de Soto, los arquitectos y canteros Juan y Pedro Vélez de la Huerta o Francisco de Praves, al escultor Gregorio Fernández y al platero Juan de Nápoles Mudarra.
Además de a Valladolid, toda su vida muy ligada a Vitoria. Su marido tuvo la intención de edificar en esta ciudad un palacio con capilla con panteón familiar y monasterio adjunto. Pero finalmente, ya fallecido Carlos de Álava, lo que se construyó a instancias de Mariana fue el Convento de la Concepción, más conocido como Convento de San Antonio, para cuya fundación el matrimonio contribuyó con 1150 ducados según disposición testamentaria de 1591.La edificación del convento se inició en 1611. Mariana se interesó personalmente en obtener los permisos necesarios para levantarlo y en los progresos de las obras de edificación y ornato. Contó para ello  con la colaboración de su primo fray Juan de Orbea, provincial de la orden carmelita en Castilla y gran promotor de obras artísticas,y de Pedro de Álava, consejero de su majestad y oidor en la Real Chancillería de Valladolid. Mariana participó activamente también en la construcción de las casas de los Álava en este territorio.
A través de la promoción artística y su afán constructor y fundador quiso transmitir, como otras personas de su época, una imagen de poder y nobleza, promoviendo al mismo tiempo el fortalecimiento de su linaje.